# Пролеткульт

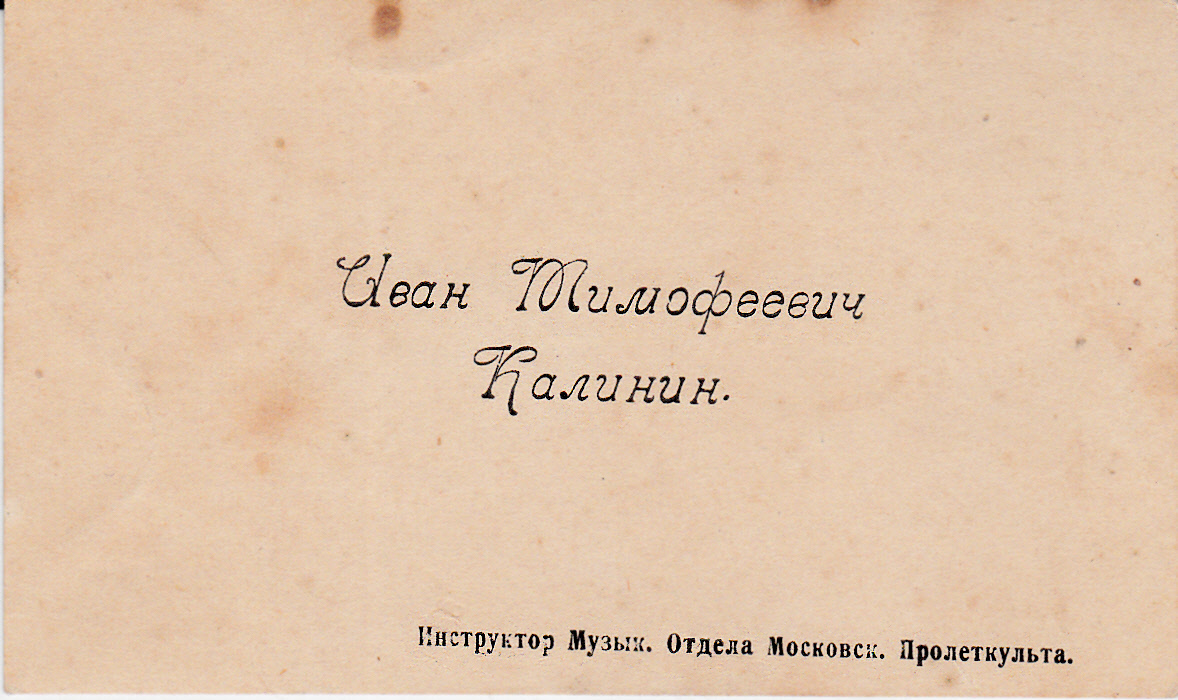
Калинин Иван Тимофеевич

Пролетку́льт (сокр. от Пролетарские культурно-просветительные организации) — массовая культурно-просветительская и литературно-художественная организация пролетарской самодеятельности при Наркомате просвещения, существовавшая с 1917 по 1932 год.

## История
Культурно-просветительные организации пролетариата появились сразу после Февральской революции. Первая их конференция, положившая начало Всероссийскому Пролеткульту, была созвана по инициативе А. В. Луначарского и по решению конференции профсоюзов в сентябре 1917 года.
После Октябрьской революции Пролеткульт очень быстро вырос в массовую организацию, имевшую свои организации в ряде городов. К лету 1919 года было около 100 организаций на местах. По данным 1920 года, в рядах организации насчитывалось около 80 тыс. человек, были охвачены значительные слои рабочих, издавалось 20 журналов. На Первом Всероссийском съезде Пролеткультов (3-12 октября 1920) большевистская фракция осталась в меньшинстве, и тогда постановлением ЦК РКП(б) «О Пролеткультах» от 10 ноября 1920 и письмом ЦК от 1 декабря 1920 Пролеткульт был организационно подчинён Народному комиссариату просвещения. Нарком просвещения Луначарский поддерживал Пролеткульт, Троцкий же отрицал существование «пролетарской культуры» как таковой. С критикой Пролеткульта выступил В. И. Ленин, и с 1922 года его деятельность стала замирать. Вместо единого Пролеткульта создавались отдельные, самостоятельные объединения пролетарских писателей, художников, музыкантов, театроведов.
Московский Пролеткульт в лице Б.Б. Красина привлек Ивана Тимофеевича Калинина (1892-1939)  к работе в Москву из Гришинского народного хора (хор крестьян села Гришино Дмитровского уезда -1916-1918г.г.) на ответственный участок массового сектора работы Московского Пролеткульта. По инициативе И.Т. Калинина и под его руководством были созданы общежитие и Курсы по обучению и выпуску инструкторов хоровых дирижеров - пропагандистов коммунистических песен, которые по окончании курсов обучения направлялись в ряды Красной Армии для распространения специальной пропагандистской работы в 1919 году в частях Красной Армии. Ему поручили инструктирование хорового дела по Сокольническому району г. Москвы, а затем выдвинули на должность заведующего хоровой секцией Полит-Просвета Военкомата г. Москвы, где  в те годы (1919-1921г.г.) сосредоточивалась вся культурная, политическая и художественная жизнь Московского гарнизона.  
Иван Тимофеевич наилучшим образом зарекомендовал себя на этой трудной работе и блестяще с ней справился, как в художественном хоровом отношении, так и в организационном. Он собрал вокруг себя штат высоко квалифицированных консультантов и специалистов (у него работал профессор А.В. Никольский, профессор Н.Я. Брюсова, профессор Крылов, профессор Евсеев, композиторы: Г.Г. Лобачев, И.П. Шишов, А.Ф. Гребнев, А.Д. Кастальский и ряд других), сумел организовать мощный объединенный хор-коллектив из красноармейских частей столичного гарнизона (170-180 человек), который неоднократно выступал в Колонном Зале, в клубе "Красное знамя" и т.д. с огромным успехом, имея в репертуаре и народные, и революционные, и классические произведения.
27-го мая 1920 года этот Красноармейский  объединенный хор в 600 человек выступил перед представителями американских гостей - дипломатами, которые впервые посетили Москву, демонстрируя уже достижения советской политики и художественной музыкальной культуры в Колонном зале Дома Союзов. Дирижировал И.Т. Калинин, у фортепиано профессор Евсеев, вступительное слово Б.Б. Красин. Затем И.Т. Калинин получил должность руководителя Образцово-показательного хора Московского Пролеткульта. Затем перешел во Всероссийскую Ассоциацию Композиторов, организовав там хор для пропаганды новых произведений советских композиторов. Далее работал и в "Русском народном хоре" при фабрике Трехгорной мануфактуры. С этим хором выступал в 1935 году в Большом Театре на торжественном "Октябрьском вечере" в присутствии руководителей Партии и Правительства, где был отмечен. Его силами были организованы хоры на фабриках и заводах: Шарикоподшипниковском, заводах им. Войтовича, Горбунова, ЦДК и др.
Силами И.Т. Калинина была создана своя специальная типография, для печатания нот произведений коммунистических, красноармейских песен патриотического характера.
Наиболее заметное явление — Первый Рабочий театр Пролеткульта, где работали С. М. Эйзенштейн, В. С. Смышляев, И. А. Пырьев, М. М. Штраух, Э. П. Гарин, Ю. С. Глизер, Г. В. Александров и др.
Пролеткульт, так же, как и ряд других писательских организаций (РАПП, ВОАПП), был расформирован постановлением ЦК ВКП(б) «О перестройке литературно-художественных организаций» от 23 апреля 1932 г.

## Идеология Пролеткульта

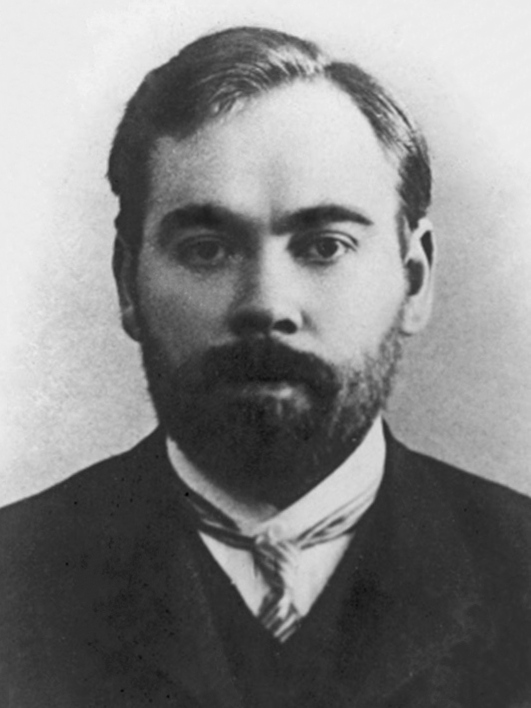
А. А. Богданов

Идеологами Пролеткульта были А. А. Богданов, А. К. Гастев (основатель Центрального института труда в 1920 году), В. Ф. Плетнёв, исходившие из определения «классовой культуры», сформулированного Плехановым. Целью организации декларировалось развитие пролетарской культуры.
По мнению Богданова, любое произведение искусства отражает интересы и мировоззрение только одного класса (рабовладельческого, помещичьего, буржуазного, крестьянского) и поэтому непригодно для другого, поскольку «пролетарский опыт иной, чем у старых классов». По определению Богданова, пролетарская культура — динамичная система элементов сознания, которая управляет социальной практикой, а пролетариат как класс её реализует. В некотором роде искусство способно более эффективно «вести вперед, к светлому будущему». Искусство также систематизирует опыт, но только не в «отвлеченных понятиях», а в «живых образах». В этом смысле искусство «демократичнее науки». Искусство не просто отражает действительность, но воспитывает, дает «строй мыслей» и направляет волю. Поэтому для окончательной победы пролетариата необходима его «культурная независимость».
Искусство - одна из идеологий класса, элемент его классового сознания; следовательно - организационная форма классовой жизни, способ объединения и сплочения классовых сил.
Богданов полагает, что взгляд на искусство как на «источник тонких духовных наслаждений» есть «барский взгляд» «классов паразитических», который некритически заимствуют некоторые марксисты, поскольку Маркс не успел коснуться и раскрыть этого вопроса. В качестве примера приводится «оживляющее» воздействие военной музыки на солдат. Богданов напоминает, что в пролетарской культуре нет утопизма, поскольку веками существовало крестьянское искусство. В качестве возможных образов пролетарской культуры он упоминает героику классовой борьбы, а также воспевание «титанических сил стального хаоса» и «мощного солнца великого идеала». Само творчество у Богданова оказывается «видом труда», а культура «совокупностью организационных методов и форм коллектива».
Богданов настаивает на организующей роли искусства. Боевая песня сплачивает воинов, трудовая — артель, а «танец служит средством сближения молодёжи». Он выделяет «религиозно-феодальное», «буржуазное» и «пролетарское искусство». Первое воспитывает веру и покорность, второе — индивидуализм, а третье — коллективизм и солидарность. Например, «Фауст» — это произведение «буржуазного аристократа» Гёте. Черты индивидуализма Богданов усматривает и в былине об Илье Муромце.
Особое внимание Пролеткульт уделял первобытному искусству — идеологии первобытного коммунизма. Его организующей силой был миф — синтетическое единство науки и поэзии. Например, мифы о мертвецах содержали гигиенические знания об отношении к трупам. Вместе с тем Богданов предостерегал от смешения организующей роли искусства с агитацией, поскольку последняя замешана на шаблонах и «фальши розовых очков». Игнорируя роль национальной культуры, он настаивал на необходимости международного языка. Однако появиться он должен не искусственно (как эсперанто), а путём конкуренции между естественными языками (таким языком Богданов называл упрощённый английский язык).
Гастев рассматривал пролетариат как класс, особенности мировосприятия которого диктуются спецификой каждодневного механистического, стандартизированного труда. Новое искусство должно раскрыть эти особенности посредством поиска соответствующего языка художественного высказывания. «Мы вплотную подходим к какому-то действительно новому комбинированному искусству, где отступят на задний план чисто человеческие демонстрации, жалкие современные лицедейства и камерная музыка. Мы идём к невиданно объективной демонстрации вещей, механизированных толп и потрясающей открытой грандиозности, не знающей ничего интимного и лирического», — писал Гастев в работе «О тенденциях пролетарской культуры» (1919).
Пролеткульт не отказывался от культуры минувших эпох, но призывал к критическому её переосмыслению:
Итак, товарищи, искусство прошлого нам нужно, но так, как и наука прошлого, в новом понимании, в критическом истолковании новой, пролетарской мысли.
Идеология Пролеткульта нанесла серьёзный ущерб художественному развитию страны, отрицая культурное наследие. Пролеткульт решал две задачи — разрушить старую дворянскую культуру и создать новую пролетарскую. Если задача разрушения была решена, то вторая задача так и не вышла за рамки неудачного экспериментаторства.

## Печатные издания Пролеткульта
Пролеткульт издавал около 20 периодических изданий, среди которых журнал «Пролетарская культура», «Грядущее» в Петрограде, «Горн» в Москве, «Заря заводов» в Самаре, «Гудки» и др. Выпустил много сборников пролетарской поэзии и прозы.

## Театры Пролеткульта
Существовали театры:
- Московский
- Ленинградский
- Пензенский

## Международное бюро Пролеткульта
Во время II конгресса Коминтерна в августе 1920 года было создано Международное бюро Пролеткульта, выпустившее манифест «Братьям пролетариям всех стран». На него была возложена задача: «распространение принципов пролетарской культуры, создание организаций Пролеткульта во всех странах и подготовка Всемирного конгресса Пролеткульта». Деятельность Международного бюро Пролеткульта широко не развернулась, и оно постепенно распалось.